# Chilesaurus
Chilesaurus é um gênero de dinossauro do clado Tetanurae do Jurássico Superior do Chile. Há uma única espécie descrita para o gênero Chilesaurus diegosuarezi. Seus restos fósseis foram encontrados na formação Toqui, província de General Carrera na região de Aisén, e datam do Tithoniano, com cerca de 145 milhões de anos.
O dinossauro Chilesaurus está intimamente relacionado com o Tyrannosaurus rex, mas era um herbívoro. Outras características presentes em diferentes grupos de dinossauros foram adotadas por Chilesaurus. Robustos membros anteriores semelhantes a terópodes Jurássico como Allosaurus, embora suas mãos tinham dois dedos grossos, ao contrário das garras afiadas do terópode Velociraptor. A cintura pélvica de Chilesaurus se assemelha ao dos dinossauros ornitísquios, ao passo que na verdade é classificado na outra divisão dinossauro básica, a saurischia.
Foi um menino de 7 anos de idade que descobriu os fragmentos dos ossos desse dinossauro (até então desconhecido). Chilesaurus diegosuarezi foi nomeado em honra do menino, Diego Suárez, e do seu país.